# اسوپرون
اسوپرون (به انگلیسی: Esuprone) یک ترکیب شیمیایی با شناسه پاب‌کم ۶۵۸۲۷ است. 